# Montedio Jamagata
Montedio Jamagata (japonsky モンテディオ山形) je japonský fotbalový klub z města Jamagata hrající v J2 League. Klub byl založen v roce 1984 pod názvem NEC Jamagata SC. V roce 1999 se připojili do J.League, profesionální japonské fotbalové ligy. Svá domácí utkání hraje na ND Soft Stadium.

## Významní hráči
- Jóhei Tojoda
- Čikaši Masuda
- Júzó Taširo
- Edwin Ifeanyi
- Momodu Mutairu